# 洛尔洛
洛尔洛（法語：Lorleau，法語發音：[lɔʁlo]）是法国厄尔省的一个市镇，属于莱桑德利区。

## 地理
洛尔洛（49°24'54"N, 1°30'7"E）面积12.31 平方千米，位于法国诺曼底大区厄尔省，该省份为法国北部内陆省份，北起滨海塞纳省，西接奧恩省和卡爾瓦多斯省，南至厄尔-卢瓦省，东临瓦兹省、瓦兹河谷省和伊夫林省。
与洛尔洛接壤的市镇（或旧市镇、城区）包括：利翁地区博菲塞、弗勒里拉福雷、里昂斯拉福雷、拉弗伊。

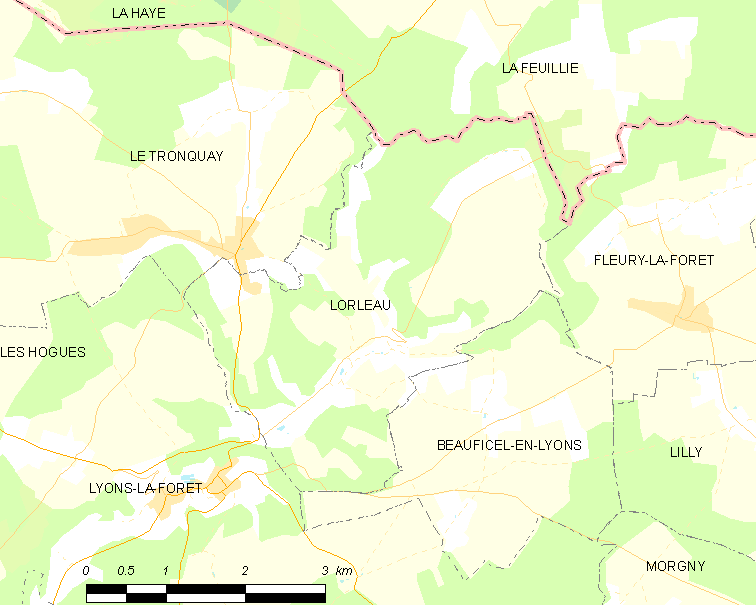
洛尔洛的OSM定位图

洛尔洛的时区为UTC+01:00、UTC+02:00（夏令时）。

## 行政
洛尔洛的邮政编码为27480，INSEE市镇编码为27373。

## 政治
洛尔洛所属的省级选区为昂代勒河畔罗米伊县。

## 人口

1962-2008年间洛尔洛人口变化图示

洛尔洛于2022年1月1日时的人口数量为101人。